# A Ceifa do Feno
A ceifa do feno (em neerlandês:  De Hooi-oogst) é uma das pinturas a óleo sobre madeira componentes da série Os Meses pintada por Pieter Bruegel em 1565 e que se encontra actualmente no Palazzo Lobkowitz, em Praga.
A série de pinturas os Meses é um ponto marcante na história da arte ocidental. Bruegel afastou-se da prática continuada dos artistas renascentistas, tanto do norte como do sul, de limitar a paisagem a um mero papel de apoio na pintura devocional cristã, e criou um novo Humanismo, ao mesmo tempo pastoral e vernáculo. Numa inovação extraordinária, cenas não ideais com camponeses a cultivar a terra, a cuidar dos seus rebanhos e a caçar surgem enquadrados numa paisagem dominadora.

## História
A obra fez parte da série Meses, sendo uma das cinco pinturas que subsistiram até ao presente pois uma delas perdeu-se, série encomendada pelo próspero comerciante e conhecedor de arte Niclaes Jonghelinck de Antuérpia. Em 1594, a série, já na posse do Conselho desta cidade, foi oferecida de presente a Ernesto, Arquiduque da Áustria, então governador dos Países Baixos que estava em Bruxelas. Depois a obra viajou até Praga passando a integrar as vastas coleções imperiais até 1659.
Em 1864, era propriedade da princesa Leopoldina Grassalkovich tendo, por via desconhecida, acabado na posse do Príncipe Lobkowitz da Boémia. É a única pintura da série que não está assinada ou datada, embora uma assinatura postiça tenha sido removida em 1931.

## Descrição e estilo

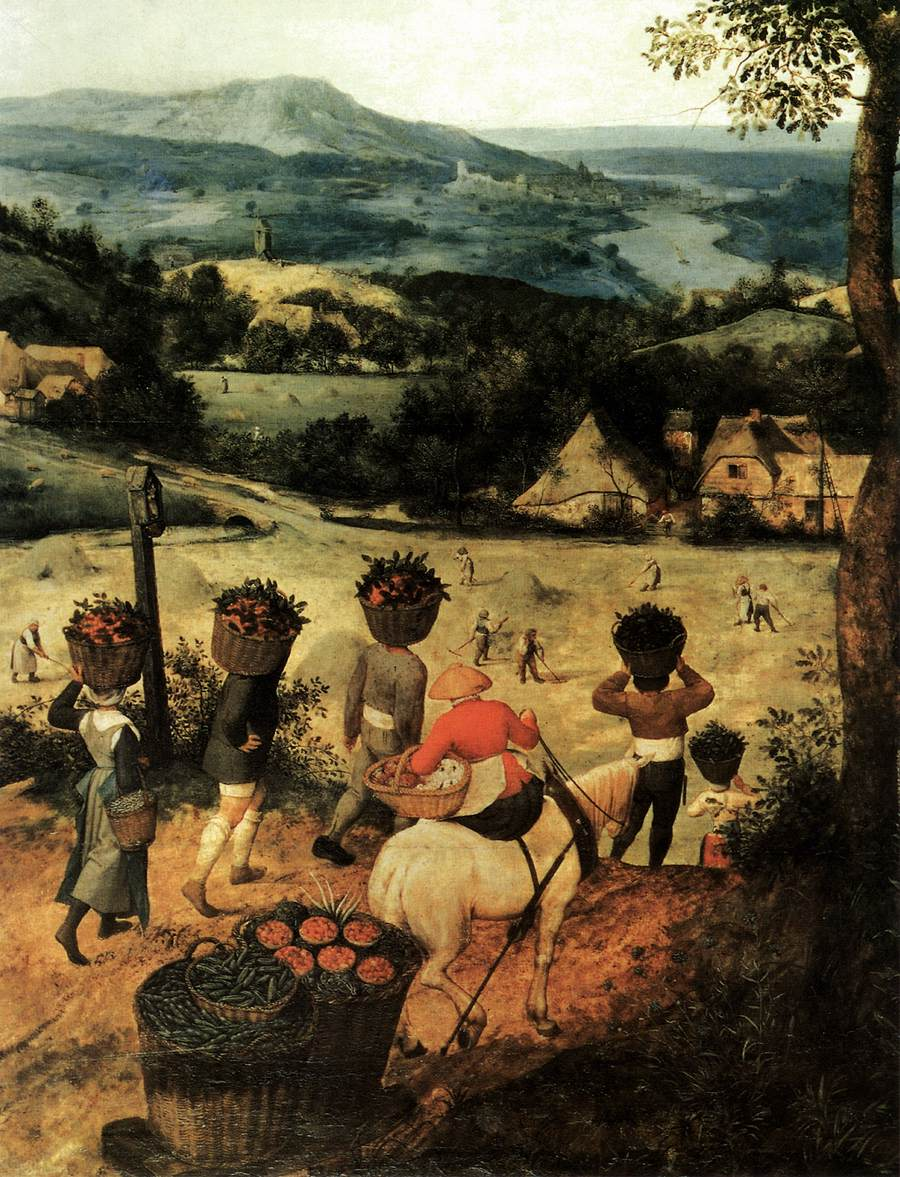
Detalhe

A cena corresponde a um dos meses de início do verão, junho ou julho, com um grupo de camponeses ocupado a segar e recolher feno. Em primeiro plano, no canto inferior esquerdo, um homem está a afiar a gadanha, e no centro, três moças com ancinhos dirigem-se para a seara. Nas costas destas, à direita, cinco carregadores com cestos aos ombros e à cabeça vão na direção oposta, bem como uma camponesa que vai montada num cavalo que arrasta uma esteira com cestas cheias de legumes e frutos vermelhos, talvez medronhos. O plano intermédio é constituido por uma faixa de terreno a toda a largura da pintura de um amarelo luminoso, onde os camponeses se dedicam a ceifar, recolher e carregar numa carroça o feno.
Em fundo vêm-se algumas casas, uma aldeia na encosta e, à esquerda, um esporão rochoso com um castelo  num dos picos. À direita, o horizonte alarga-se com o vale de um rio que chega ao mar. Os diferentes planos são sublinhados pelos contrastes de tons quentes (nos primeiros planos) e frios (em fundo).
As figuras humanas parecem perfeitamente integradas na natureza, dominando uma sensação de tranquilidade, sem a azáfama dos trabalhadores frequente nas obras de Bruegel. Também não há deformações caricaturais, mas antes um grupo de mulheres, olhando uma para o observador, parecendo a cena como que um interlúdio agradável. Em última análise, parece que Bruegel, ao pintar a estação quente, queria retratar um momento de alegria e satisfação, com as pessoas nem ociosas nem vergadas pelo cansaço do trabalho.

### Ligaçao externa
- Nota sobre a Obra no sítio oficial do MET